# Higher Denham
Higher Denham är en by i civil parish Denham, i kommunen Buckinghamshire, i England. Byn är belägen 11 km från Amersham. Byn hade 657 invånare år 2021.